# Islas Alhucemas
Islas Alhucemas – jedno z terytoriów Hiszpanii znajdujących się w Afryce Północnej. Stanowi integralną część Hiszpanii, choć nie wchodzi w skład żadnej z jej jednostek administracyjnych – podlega bezpośrednio ministerstwu obrony. Do Hiszpanii należy od 1559 roku.
Islas Alhucemas jest grupą trzech wysp. Największa Peñón de Alhucemas jest skałą szeroką na 50 m, długą na 70 m i wznoszącą się do 27 m n.p.m. Pozostałe dwie wyspy są mniejsze i bardziej płaskie – Isla de Mar osiąga 4 m wysokości, a Isla de Tierra – 11 m.
Wyspy znajdują się na wybrzeżu Maroka (Isla de Tierra leży 300 m od lądu) niedaleko miasta Al-Husajma (od hiszpańskiej wersji nazwy tego miasta pochodzi nazwa głównej wyspy), 155 km na południowy wschód od Ceuty i ok. 100 km na zachód od Melilli. 
Obecnie na głównej wyspie archipelagu: Peñón de Alhucemas znajduje się garnizon wojskowy liczący ok. 60 żołnierzy ulokowany w starym forcie; natomiast pozostałe wyspy archipelagu: Isla de Mar i Isla de Tierra są z kolei bezludne. Wyspy są przedmiotem roszczeń terytorialnych Maroka.